# Irene Komnene

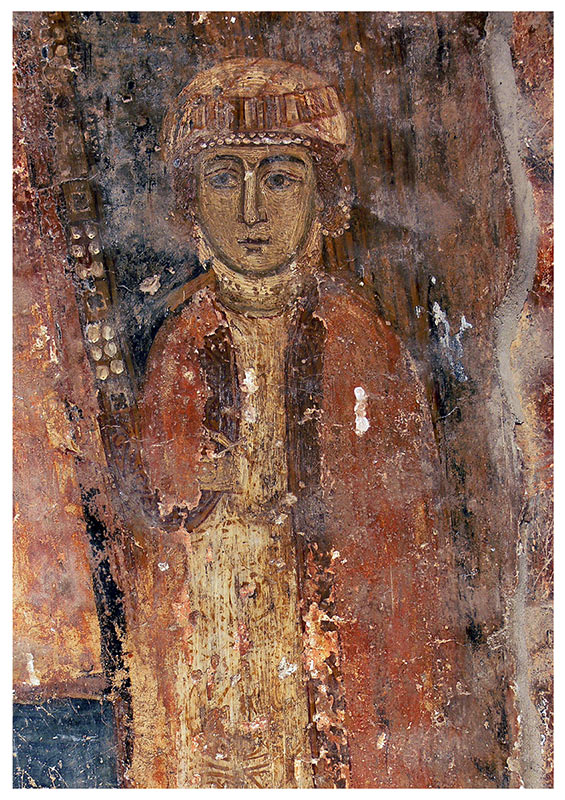
Portrait von Irene Komnene

Irene Angelos Komnene oder Eirene Komnenos (Griechisch: Ειρήνη Κομνηνή, bulgarisch Ирина Комнина/Irina Komnina) war eine bulgarische Zarin und die dritte Ehefrau des bulgarischen Zaren Iwan Assen II., sowie Mutter des gemeinsamen Sohns, des Zaren Michael II. Assen.
Irene Angelos Komnene ist die Tochter des Despoten von Epirus Theodoros I. Angelos und der Maria Petraliphaina. Im Jahr 1230 gerieten Irene und ihre Familie nach der Schlacht von Klokotniza in Gefangenschaft und wurden von den Truppen des Zaren Iwan Assen II. in die bulgarische Hauptstadt Tarnowo gebracht. Irene wuchs dort im Zarenpalast auf, wo sie durch ihre Schönheit dem verwitweten Zaren auffiel und beide 1237 heiraten. Laut einem byzantinischen Autor liebte Zar Iwan Assen II. Irene nicht weniger, als Marcus Antonius Cleopatra, und sie war schon vor 1237 seine Geliebte.
Mit der Heirat von Irene verstieß der bulgarische Zar gegen den Kirchenkanon, da seine Tochter Marija aus erster Ehe mit dem Onkel von Irene Manuel Komnenos Dukas Angelos verheiratet war. Aus diesem Grund verweigerte der bulgarische Patriarch Wisarion die Segnung der Ehe, was ihn schließlich das Leben kostete.
Irene und Iwan Assen II. hatten drei Kinder:
1. Michael II. Assen (* ca. 1238; † 1256) Zar von Bulgarien (1246–1256)
2. Teodora-Anna ⚭ Sebastokrator Pjotr
3. Maria Assenina ⚭ Bojaren Mizo Assen

Iwan Assen II. starb 1241 und auf dem Thron folgte sein Sohn Kaliman I. Assen, geboren aus seiner zweiten Ehe mit Anna Maria von Ungarn. Kaliman I. Assen wurde jedoch 1246 vergiftet und zum neuen Zaren wurde der minderjährige Sohn von Irene, Michael II. Assen gewählt.
| Personendaten    | Personendaten                                                                        |
| ---------------- | ------------------------------------------------------------------------------------ |
| NAME             | Irene Komnene                                                                        |
| ALTERNATIVNAMEN  | Irene Angelos Komnene; Eirene Komnenos; Ειρήνη Κομνηνή; Ирина Комнина; Irina Komnina |
| KURZBESCHREIBUNG | bulgarische Zarin und die dritte Ehefrau des bulgarischen Zaren Iwan Assen II.       |
| GEBURTSDATUM     | vor 1230                                                                             |
| STERBEDATUM      | nach 1238                                                                            |